# Berenice Díaz Ceballos
Ana Berenice Díaz Ceballos Parada (Ciudad de México, 10 de diciembre de 1968) es una diplomática mexicana. Es Cónsul General de México en Vancouver, Canadá desde 2016.

## Biografía

### Educación
Berenice Díaz Ceballos es egresada de la Licenciatura de Relaciones Internacionales por la Universidad Iberoamericana. Su tesis de licenciatura "Conferencia Mundial de Derechos Humanos: El tratamiento del tema en el nuevo contexto internacional" fue ganadora del Primer Premio de la Comisión Nacional de Derechos Humanos en 1995. Es miembro del Servicio Exterior Mexicano desde 1998.

### Carrera diplomática
Berenice Díaz Ceballos ha trabajado por más de 25 años en la Secretaría de Relaciones Exteriores. Desde julio de 2016 se desempeña como Cónsul General de México en Vancouver, Canadá.
Cuenta con experiencia en temas bilaterales (Europa, Asia-Pacífico y África y Medio Oriente) y multilaterales en los ámbitos político, económico, financiero, social, medio ambiente, migración, crimen transnacional organizado, corrupción y derechos humanos.

### Administración pública
De 2013 a 2016 se desempeñó como Cónsul Titular en el Consulado de Carrera de México en Oxnard, California. Previamente fue Coordinadora de Asesores en la Subsecretaría de Relaciones Exteriores de 2005 a 2013 y, en esa calidad, sirvió como sous-sherpa de México para el G5 y el G20 de 2007 a 2013.
En la Secretaría de Relaciones Exteriores ha desempeñado distintos puestos. De 2002 a 2005 fue directora general Adjunta para Temas Globales en la Dirección General para Temas Globales; de 1997 a 2002 fue Directora de Asuntos Políticos en la Dirección General para el Sistema de las Naciones Unidas y antes, de 1995 a 1997, fue Subdirectora para Asuntos Sociales y Derechos Humanos en la Dirección General para el Sistema de las Naciones Unidas. En esa Dirección General ya había ocupado los puestos de Jefa de Departamento para Asuntos Sociales y Derechos Humanos y Analista del Departamento de Asuntos Ambientales.
Desempeñándose como Sous-sherpa del G20, coordinó la participación de México y fue responsable de la elaboración y negociación de la Declaración final de Líderes. (Los Cabos, junio de 2012).
Participó como Asesora del Representante Especial para Cambio Climático en las negociaciones de la COP 16 (diciembre de 2010).
Elaboró y negoció el Mecanismo de Seguimiento para la Implementación de la Convención Interamericana para Prevenir, Sancionar y Erradicar la Violencia contra la Mujer (octubre de 2004).
Elaboró y negoció la Declaración de la Comisión Interamericana contra el Control y Abuso de Drogas en la Ciudad de México. (diciembre de 2002).
Elaboró y negoció la propuesta mexicana para crear una Convención Amplia e Integral para promover los derechos humanos de las Personas con Discapacidad en las Naciones Unidas. (noviembre de 2001).

## Publicaciones
- “A chant for Life. Ten years of the United Nations Convention on the Rights of Persons with Disabilities 2006-2016, Editado por la Oficina del Enviado Especial del Secretario de Naciones Unidas para Discapacidad y Accesibilidad, 2016.
- “Lecciones de Cancún para América del Norte”, Coautora con el Emb. Luis Alfonso de Alba Góngora, Editorial UNAM-Comexi, 2012.
- “Mexico en los cambios de la Arquitectura económica internacional”, Colección Los Grandes Problemas de México, Coautora con la Emb, Lourdes Aranda Bezaury, El Colegio de México, 2010.
- “Mexico en el sistema multipolar y los mecanismos de concertación”, Colección Los Grandes Problemas de México, Coautora con la Emb, Lourdes Aranda Bezaury, El Colegio de México, 2009.
- "Iniciativa Mexicana para una Convención para Personas con Discapacidad", Revista Mexicana de Política Exterior No.78, Editorial Instituto Matías Romero, julio-octubre de 2006.[8]
- "Las Naciones Unidas y los Derechos Humanos", Revista Mexicana de Política Exterior No. 47, Editorial Instituto Matías Romero, abril-junio de 1995.[9]